# Ozodicera (Ozodicera) subvittata
Ozodicera (Ozodicera) subvittata is een tweevleugelige uit de familie langpootmuggen (Tipulidae). De soort komt voor in het Neotropisch gebied.